# Rigaudon
Rigaudon (hay rigadon, rigadoon) là một điệu nhảy thời ba rốc tại Pháp, khởi nguồn từ thế kỷ 17 như một điệu nhảy dân gian. Phát triển tại các tỉnh ở miền nam như Vavarais, Languedoc, Dauphiné, Provence và trở thành điệu nhảy cung đình phổ biến dưới triều đại của vua Louis XIV của Pháp. Vào cuối thế kỷ XVIII, điệu nhảy đã trở nên phổ biến.